# Grimmia abyssinica
Grimmia abyssinica là một loài Rêu trong họ Grimmiaceae. Loài này được (Müll. Hal.) A. Jaeger mô tả khoa học đầu tiên năm 1874.